# Herrarnas K-1 200 meter i kanotsport vid olympiska sommarspelen 2012
Herrarnas K-1 200 meter vid olympiska sommarspelen 2012 hölls mellan 10 augusti och 11 augusti på Eton Dorney i London. Deltagarna delades upp i försöksheat där de 16 bästa gick vidare till semifinal. I semifinalen gick de åtta bästa vidare till A-final medan de övriga gick till B-final.

## Medaljörer
| Gren           | Guld                       | Silver                 | Brons                |
| K-1, 200 meter | Ed McKeever Storbritannien | Saúl Craviotto Spanien | Mark de Jonge Kanada |

## Schema
Försöksheat

10 augusti, 09:30

Semifinal

10 augusti, 11:02

Final

11 augusti, 09:30

## Resultat

### Försöksheat
De fem bästa i varje heat samt den bästa sjätteplacerade kanotisten gick vidare till semifinal, resten har tävlat färdigt för OS.

#### Heat 1
| Plac. | Kanotist            | Land       | Tid    | Notering |
| ----- | ------------------- | ---------- | ------ | -------- |
| 1     | Mark de Jonge       | Kanada     | 35.396 | Q        |
| 2     | Piotr Siemionowski  | Polen      | 35.990 | Q        |
| 3     | Momotaro Matsushita | Japan      | 36.096 | Q        |
| 4     | Egidijus Balčiūnas  | Litauen    | 36.173 | Q        |
| 5     | César de Cesare     | Ecuador    | 36.181 | Q        |
| 6     | Murray Stewart      | Australien | 37.202 |          |
| 7     | Mohamed Mrabet      | Tunisien   | 38.291 |          |

#### Heat 2
| Plac. | Kanotist         | Land           | Tid    | Notering |
| ----- | ---------------- | -------------- | ------ | -------- |
| 1     | Ed McKeever      | Storbritannien | 35.087 | Q, OB    |
| 2     | Marko Novaković  | Serbien        | 35.212 | Q        |
| 3     | Miklós Dudás     | Ungern         | 35.323 | Q        |
| 4     | Yevgeny Salakhov | Ryssland       | 35.652 | Q        |
| 5     | Maxime Richard   | Belgien        | 36.125 | Q        |
| 6     | Tim Hornsby      | USA            | 36.560 | q        |
| 7     | Mostafa Mansour  | Egypten        | 40.507 |          |

#### Heat 3
| Plac. | Kanotist        | Land      | Tid    | Notering |
| ----- | --------------- | --------- | ------ | -------- |
| 1     | Saúl Craviotto  | Spanien   | 35.552 | Q        |
| 2     | Maxime Beaumont | Frankrike | 35.571 | Q        |
| 3     | Kasper Bleibach | Danmark   | 36.610 | Q        |
| 4     | Ronald Rauhe    | Tyskland  | 36.817 | Q        |
| 5     | Zhou Yubo       | Kina      | 38.316 | Q        |
| 6     | Joshua Utanga   | Cooköarna | 38.966 |          |

### Semifinaler

#### Heat 1
| Plac. | Kanotist            | Land     | Tid    | Notering |
| ----- | ------------------- | -------- | ------ | -------- |
| 1     | Mark de Jonge       | Kanada   | 35.595 | Q        |
| 2     | Saúl Craviotto      | Spanien  | 35.597 | Q        |
| 3     | Marko Novaković     | Serbien  | 36.293 | Q        |
| 4     | Yevgeny Salakhov    | Ryssland | 36.312 | Q        |
| 5     | Kasper Bleibach     | Danmark  | 36.667 |          |
| 6     | César de Cesare     | Ecuador  | 36.975 |          |
| 7     | Momotaro Matsushita | Japan    | 37.201 |          |
| 8     | Zhou Yubo           | Kina     | 39.042 |          |

#### Heat 2
| Plac. | Kanotist           | Land           | Tid    | Notering |
| ----- | ------------------ | -------------- | ------ | -------- |
| 1     | Ed McKeever        | Storbritannien | 35.619 | Q        |
| 2     | Maxime Beaumont    | Frankrike      | 35.814 | Q        |
| 3     | Miklós Dudás       | Ungern         | 35.993 | Q        |
| 4     | Ronald Rauhe       | Tyskland       | 36.183 | Q        |
| 5     | Egidijus Balčiūnas | Litauen        | 36.495 |          |
| 6     | Piotr Siemionowski | Polen          | 36.507 |          |
| 7     | Maxime Richard     | Belgien        | 37.029 |          |
| 8     | Tim Hornsby        | USA            | 37.660 |          |

### Finaler

#### B-final
| Plac. | Kanotist            | Land    | Tid    | Noteringar |
| ----- | ------------------- | ------- | ------ | ---------- |
| 1     | Kasper Bleibach     | Danmark | 37.802 |            |
| 2     | Egidijus Balčiūnas  | Litauen | 37.995 |            |
| 3     | Momotaro Matsushita | Japan   | 38.040 |            |
| 4     | César de Cesare     | Ecuador | 38.075 |            |
| 5     | Maxime Richard      | Belgien | 38.435 |            |
| 6     | Piotr Siemionowski  | Polen   | 38.585 |            |
| 7     | Tim Hornsby         | USA     | 39.370 |            |
| 8     | Zhou Yubo           | Kina    | 40.157 |            |

#### A-final
| Plac. | Kanotist         | Land           | Tid    | Noteringar |
| ----- | ---------------- | -------------- | ------ | ---------- |
| 1     | Ed McKeever      | Storbritannien | 36.246 |            |
| 2     | Saúl Craviotto   | Spanien        | 36.540 |            |
| 3     | Mark de Jonge    | Kanada         | 36.657 |            |
| 4     | Maxime Beaumont  | Frankrike      | 36.688 |            |
| 5     | Yevgeny Salakhov | Ryssland       | 36.825 |            |
| 6     | Miklós Dudás     | Ungern         | 36.830 |            |
| 7     | Marko Novaković  | Serbien        | 37.094 |            |
| 8     | Ronald Rauhe     | Tyskland       | 37.553 |            |